# Fichero OBB
Opaque binary blob (OBB) en inglés es un término usado en ingeniería de redes y ciencias de la computación para referirse a una pieza importante de los datos, que se parece a la basura binaria desde fuera, por entidades que no saben lo que denota que blob o lleve, pero tiene sentido para las entidades que tienen funciones de permisos de acceso y de acceso a los mismos. También es un término peyorativo para compilar 
código sin el código fuente disponible (ver: blob binario).

## El uso en redes
Por lo menos un protocolo protocolo de red, Advanced Queuing Mensaje Protocolo , utiliza la terminología de OBB .

## Uso en el campo de la computación
Android, a partir de la versión 2.3 con nombre código Gingerbread, uso OBBs para referirse en una burbuja en varios archivos, tal vez incluso un sistema de archivos o el sistema de archivo completo en un solo archivo ZIP.
Estos OBBs están disponibles a través de la interfaz del Administrador de Almacenamiento en Android.
Esto se hace como un medio de abstracción, por lo que múltiples aplicaciones se ejecutan en el sistema operativo pueden acceder más fácilmente a la OBB . Por ejemplo , si había una base de datos de mapa (mapa OBB), múltiples aplicaciones que se ejecutan en Android 2.3 pueden acceder a los mismos mapas. Esto elimina la necesidad de mantener diferentes datos de los mapas para diferentes aplicaciones con funciones y características similares.
Tuxedo middleware también utiliza OBBs mencionar C y C++ arrays , o con el teclado buffer de datos. Esto probablemente (entrada necesaria de los expertos) es la referencia más antigua a OBBs utilizados en un sistema informático.
Cuando un proveedor distribuye software en una forma binaria de objetos sin ninguna mención de su funcionamiento interno o código , se le llama un " OBB patentada " o " burbuja propietaria ' o simplemente blob binario . Esta práctica es para proteger la propiedad intelectual de la empresa y, probablemente, mantener una ventaja competitiva (ver : software propietario ) . Esto también evita que los hackers mejorar el sistema o subvirtiendo él. Como un ejemplo , Nvidia Tegra tiene un ' OBB propietario.